# Афф

Афф (фр. Aff) — река во Франции, находящаяся в регионе Бретань. Длина реки 65 км. Берёт свои истоки в лесу Броселианд, в департаменте Иль и Вилен на западе Франции, которую она окаймляет на юге.

## Путь реки
Протекает между коммунами Кельнёк (Quelneuc) и Брюк-сюр-Афф (Bruc-sur-Aff), затем протекает у коммуны Ля-Гасийи и Сикст-сюр-Афф (Sixt-sur-Aff). Афф впадает в реки Уст (Oust) в коммуне Гленак (Glénac) Главные притоки — реки Ойон (Oyon) и Рахун (Rahun). Питание преимущественно дождевое.
В 1980 году, проект плотины на юге французской коммуны Пэмпон (Paimpont) для снабжения региона города Ренн был отклонён местным населением.